# Pseudoentlehnung

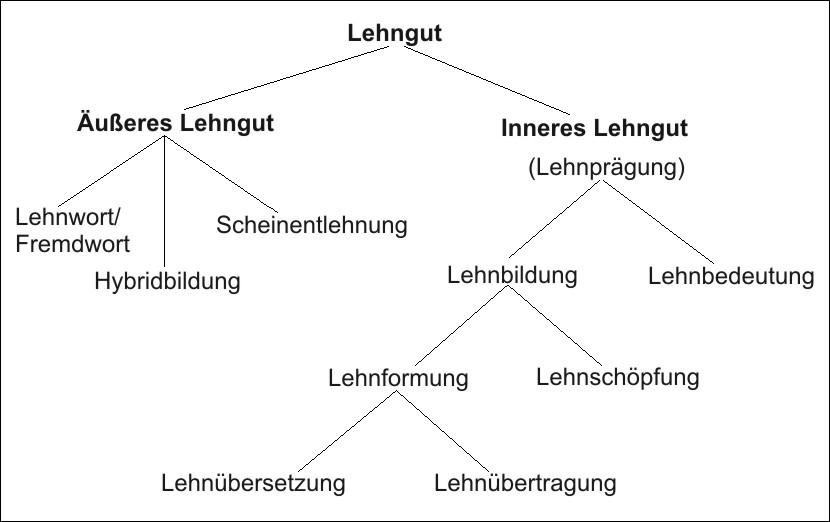
Formen der Entlehnung nach Werner Betz (1959)

Eine Pseudoentlehnung oder Scheinentlehnung ist ein Wort, das klingt, als stamme es aus einer fremden Sprache, tatsächlich aber kein Fremd- oder Lehnwort ist. Oft handelt es sich um Analogiebildungen zu oder Nachahmungen von bereits etablierten Fremdwörtern. Als Pseudoentlehnungen gelten Neubildungen und morphologisch (nicht aber semantisch) übernommene Wörter. Bekannte Beispiele für Pseudoentlehnungen sind der Scheinanglizismus Handy (im Englischen ein Adjektiv mit der Bedeutung „praktisch“) und der Scheingallizismus Friseur (im Französischen unbekannt, dort coiffeur).
Oft wird aus bereits geläufigen Fremdwörtern oder charakteristischen Bestandteilen von Fremdwörtern einer Sprache ein neues Wort gebildet. Neben dem bereits erwähnten Beispiel „Friseur“ (aus „Frisur“ und der französischen Endung -eur, nach Ingenieur u. a.) ist das Wort Showmaster für den Moderator einer Fernsehunterhaltungssendung eine Scheinentlehnung (im Englischen unbekannt, dort heißt es host), die aus dem bereits existierenden Fremdwort Show und dem anglisierenden Master abgeleitet ist. Entsprechendes gilt für den Talkmaster, ebenfalls im Deutschen gebildet.
Im weitesten Sinne kann auch die Neuschöpfung in einer Fremdsprache als Pseudoentlehnung verstanden werden, streng genommen ist sie aber ein Neologismus, der nach den Regeln der Wortbildung gebildet wird. So existierten die Wörter Telefon und Telegramm im Altgriechischen nicht, sie sind aber aus Wörtern des Altgriechischen gebildet. Mitunter werden Scheinentlehnungen auch in den Wortschatz der Quellsprache übernommen, so die beiden vorangegangenen Beispiele in das Neugriechische. Besonders in der Wissenschaftssprache, etwa der Medizin, sind neue Wörter aus altgriechischen oder lateinischen Wortwurzeln oder Hybridbildungen aus griechischen und lateinischen Elementen entstanden, die entweder (bis dahin im Griechischen und Lateinischen nicht verwendete) Komposita oder Ableitungen mit neulateinischen Suffixen sind.
Eine weitere Klasse von Scheinentlehnungen sind neu erfundene Wörter mit vermeintlich oder tatsächlich für die Quellsprache charakteristischen Lautkombinationen oder Silben. Beispiele sind der Scheinslawismus Besoffski für einen Betrunkenen oder Alkoholiker und der Scheinanglizismus Twen (aus der Anfangssilbe englischer Zahlwörter) für einen Menschen im Alter zwischen 20 und 29.